# The Husband Hunter (film 1920 Durrant)
The Husband Hunter è un film muto del 1920 diretto da Fred W. Durrant.

## Trama
Un esploratore, supposto morto, si ripresenta nelle vesti del maggiordomo per testare la fedeltà della moglie.

## Produzione
Il film fu prodotto dalla G.B. Samuelson Productions.

## Distribuzione
Distribuito dalla Granger, il film uscì nelle sale cinematografiche britanniche nel gennaio 1920.